# Hohenlohe-Oehringen

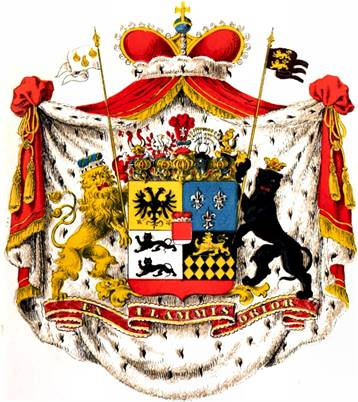
Fürsten zu Hohenlohe-Oehringen

Hohenlohe-Oehringen ist eine Linie der Dynastie um das edel- und hochfreie Adelsgeschlecht Hohenlohe. Sie gehören zum deutschen und europäischen Hochadel.
Hohenlohe ist eine bedeutende Dynastie und aufgrund der fortlaufenden Linie des Geschlechts bis in die heutige Zeit gelten sie als eines der langlebigsten Adelsgeschlechter Deutschlands und Europas. Die Dynastie ist mit den Staufern um den berühmten Kaiser Barbarossa verwandt.

## Geschichte der Linie Hohenlohe-Oehringen

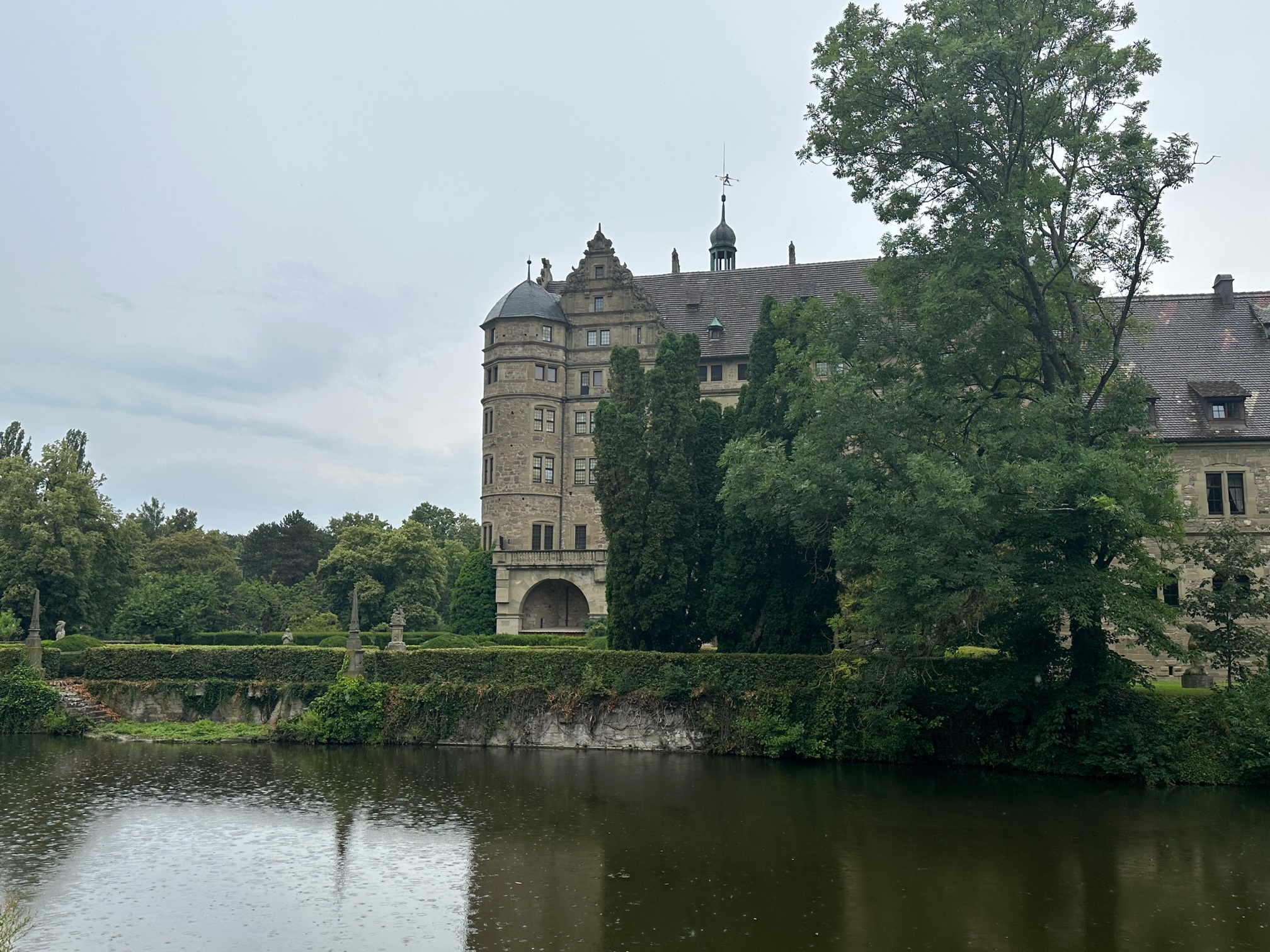
Schloß Neuenstein

Das Herrschaftsgebiet erstreckte sich über die später nach ihm benannte Hohenloher Ebene zwischen Kocher, Jagst und Tauber. Obwohl sie mit schwierigen äußeren Umständen konfrontiert waren und nur über begrenzten Besitz verfügten, gelang es den freien Edelherren, ihren Besitz zu verteidigen, Burgen und Städte auf ihrem Gebiet zu gründen, zu erweitern und verschiedene Residenzen zu errichten. Trotz wiederholter Teilungen im 13. und 15. Jahrhundert sowie Gebietsschenkungen an den Deutschen Orden (1219) konnte Hohenlohe ein fast geschlossenes Territorium bilden.
Die Edelfreien von Hohenlohe stiegen als Erben der 1450 ausgestorbenen Grafen von Ziegenhain und Nidda in Hessen in den Reichsgrafenstand auf. Obwohl sie auf das eigentliche Erbe gegen eine hohe Geldabfindung verzichten mussten, behielten sie den Grafentitel und dieser wurde seit 1495 für das von ihnen beherrschte Gebiet um Kocher, Jagst und Tauber üblich. Das bisherige Konglomerat von Rechten, Lehen, Patronaten, Wildbännen und Zöllen entwickelte sich immer mehr zu einem echten Flächenstaat. Diese Entwicklung wurde durch den Abschluss eines grundlegenden Erbvertrags gefördert, der seit 1511 die Einheit der Grafschaft trotz aller Teilungen sicherte.
Die Bedeutung, die die neuen Grafen ihrem Titel beimaßen, wurde in der neu erbauten Stiftskirche Öhringen deutlich: Der gotische Gewölbe-Schlussstein über dem Hochaltar zeigt kein christliches Symbol, sondern das damals geführte kombinierte Wappen Hohenlohe-Ziegenhain-Nidda.
Die Grafen traten spät der Reformation bei und machten aus Hohenlohe aufgrund des Augsburger Religionsfriedens von 1555 ein protestantisches Land mit einem eigenen Katechismus. Die Untertanen hatten den Konfessionswechsel des Landesherrn mitzumachen oder auszuwandern. Dies war ein ebenso einschneidendes Ereignis wie die sogenannte Hauptlandesteilung von 1551 bis 1555, nach der sich zwei Linien in Waldenburg und Neuenstein bildeten, die sich nie wieder beerben sollten. Die Linie Hohenlohe-Oehringen gehört zu der Neuensteiner-Hauptlinie. Diese Hauptlinie spaltete sich 1586 in mehrere Nebenlinien (Hohenlohe-Neuenstein, Hohenlohe-Langenburg und Hohenlohe-Weikersheim). Hohenlohe-Oehringen hieß ursprünglich Hohenlohe-Neuenstein.
1757 wurde der Phönix-Orden als Hausorden gegründet, der Leitspruch Ex Flammis Orior (Aus Flammen erhebe ich mich) steht seitdem für das Haus Hohenlohe.

### Aufstieg zu Fürsten und Herzögen
Am 7. Januar 1764 wurde die Neuensteiner Linie durch Kaiser Franz in den Reichsfürstenstand erhoben.
Mit dem Tod von Fürst Ludwig Friedrich Karl zu Hohenlohe-Neuenstein-Öhringen im Jahr 1805 erlosch die Linie und fiel an Fürst Friedrich Ludwig zu Hohenlohe-Ingelfingen. Der Name Hohenlohe-Oehringen wurde aber fortgeführt.
Friedrich Ludwig Fürst zu Hohenlohe-Ingelfingen gelangte 1782 durch Heirat in den Besitz der Herrschaft Slawentzitz in Oberschlesien. 1804 erwarb er auch die Herrschaften Landsberg und Koschentin. Dessen Enkel Hugo, Fürst zu Hohenlohe-Oehringen, der die Herrschaft Slawentzitz ab 1849 innehatte, erreichte deren Ernennung zur Freien Standesherrschaft und erlangte 1861 bei der Krönungsfeier Wilhelms I. den Titel eines Herzogs von Ujest. Das Herzogtum, das seinen Sitz in Slawentzitz hatte, vereinte die Fideikommisse Slawentzitz, Ujest und Bitschin mit einer Fläche von 175 km². Das Haus Hohenlohe-Oehringen wurde mit dem Einstieg in den Galmeibergbau und in die Zinkverhüttung in Oberschlesien unter Fürst Hugo und seinem Sohn Fürst Christian Kraft zu einem der weltweit größten Zinkhersteller. 1921 wurde Slawentzitz nach Auseinandersetzungen mit Polen Deutschland zugeschlagen und kam 1945 mit dem Großteil Schlesiens an Polen.
Mit der Rheinbundakte wurden 1806 die Fürstentümer des Hauses Hohenlohe vom Königreich Württemberg mediatisiert, doch behielt die evangelische Fürstenfamilie ihren Besitz.

### Hohenlohe-Zentralarchiv
Das Hohenlohe-Zentralarchiv im Schloss Neuenstein befindet sich im gemeinsamen Besitz der sechs hohenlohischen Linien und ist zuständig für alle ehemaligen und noch tätigen Verwaltungen des Hauses Hohenlohe sowie für die Nachlässe der Familienangehörigen.

### Landkreis Hohenlohe

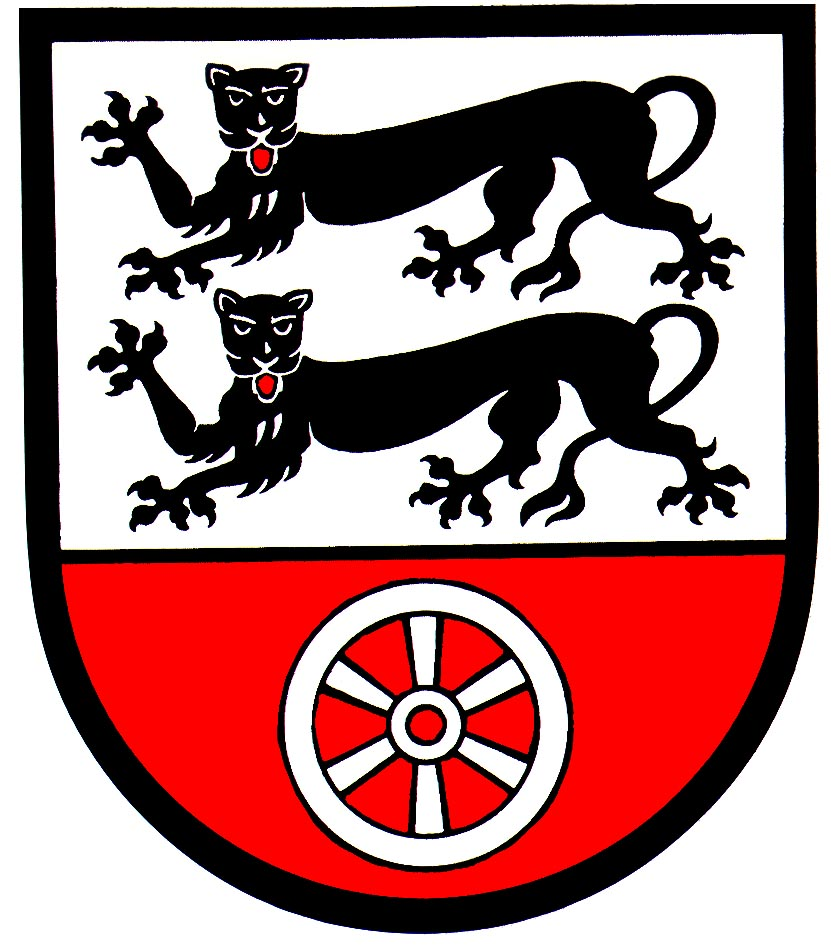
Wappen Hohenlohekreis

Im Zuge der Kreisreform von 1973 wurde der Hohenlohekreis aus den ehemaligen Kreisen Künzelsau und Öhringen sowie Teilen der früheren Kreise Buchen, Schwäbisch Hall und Crailsheim neu gebildet. Für diesen neuen Kreis wurde ein Wappen festgelegt, das die hohenloheschen Wappentiere in Anspielung auf den Kreisnamen und die bedeutende Rolle des Hauses Hohenlohe in der Geschichte dieses Gebietes zeigt. Zusätzlich weist das Mainzer Rad im Schildfuß auf die frühere Zugehörigkeit der Gebietsteile um Krautheim zum Erzbistum Mainz hin. Die offizielle Beschreibung des Wappens lautet: „Auf einem erhöhten roten Schildfuß mit einem sechsspeichigen silbernen (weißen) Rad befinden sich zwei schreitende, rot bezungte schwarze Leoparden mit untergeschlagenen Schwänzen“. Das Innenministerium verlieh das Wappen am 3. April 1974.

## Schlösser

### Schloß Öhringen
Der älteste Teil des Schlosses, der "Lange Bau" mit der Durchfahrt zum Schlosshof, wurde zwischen 1611 und 1616 anstelle alter Chorherrenhäuser errichtet. Die Pläne für den Renaissance-Stil stammten vom Baumeister Georg Kern, der für die Grafen von Hohenlohe arbeitete. Das Schloss wurde als Witwensitz für Gräfin Magdalena von Hohenlohe konzipiert. Sie war eine geborene Gräfin von Nassau-Katzenelnbogen und die Witwe des Grafen Wolfgang II. von Hohenlohe.
Der rechteckige Bau erhielt an den Enden große Volutengiebel mit aufwendigem Roll- und Beschlagwerk sowie Obelisken. Auf der Hofseite wurde ein achteckiger Wendeltreppenturm mit einem Zugang zum Schlosskeller hinzugefügt. Graf Johann Friedrich I. von Hohenlohe-Neuenstein, der im Jahr 1677 erstmals Öhringen zur Residenzstadt machte, ließ zwischen 1681 und 1683 westlich des "Langen Baus" den "Marstallbau" rechtwinklig anfügen. Zudem wurden zwei Giebel des "Langen Baus" versetzt.
Fürst Ludwig Friedrich Karl, der Erbe, ließ zwischen 1770 und 1775 westlich des Schlosses den "Remisenbau" errichten, der eine Rokoko-Bibliothek beherbergte. Zudem wurde im Schlosshof eine Freitreppe gebaut. Um 1790 entstand das Landschaftszimmer mit Wandbildern des Hofmalers Johann Jakob Schillinger. Fürst August II. zu Hohenlohe-Oehringen ließ zwischen 1813 und 1814 nordwestlich des Schlosses einen niedrigen klassizistischen Bau für den Erbprinzen errichten und die Freitreppe zum Hofgarten neu gestalten. Im Jahr 1847 wurden der Küchenbau und das Turmoberteil erneuert. Zudem wurde der "Blaue Saal" in einer Mischung aus Renaissance und Frühbarock eingerichtet.
Nachdem die Stadt Öhringen das Schloss mit dem Hofgarten im Jahr 1961 erworben hatte, erfolgte ab 1975 eine umfassende Renovierung für die Nutzung als Stadtverwaltung. Dabei wurde ein neues Haupttreppenhaus im Marstallflügel erbaut und alte Repräsentationsräume restauriert. Die Schlosskellerei des Fürsten zu Hohenlohe-Oehringen nutzte den mächtigen Keller und Teile des Erdgeschosses bis zum Jahr 2009 für ihren Betrieb. Seitdem befindet sich die Schlosskellerei Fürst Hohenlohe Oehringen an einem neuen Standort im Öhringer Stadtteil Verrenberg.

### Schloß Neuenstein
Neuenstein spielt eine besondere Rolle in diesem Raum. Das Schloss, das das Städtchen dominiert, war ursprünglich eine bescheidene Wasserburg der Herren von Neuenstein, die auf einer Felsrippe im sumpfigen Land zwischen zwei Bächen errichtet wurde. Einige Buckelquader im Mauerwerk zeugen von ihrer Entstehung in staufischer Zeit. Im 16. Jahrhundert wurde das Schloss nach einer Landesteilung zu einer Residenz im Renaissance-Stil umgebaut und für fast 150 Jahre zur namensgebenden Residenz einer der vielen Linien des Hauses Hohenlohe.
Die Erben des letzten Grafen von Hohenlohe-Neuenstein-Neuenstein, die bereits in Öhringen im Schatten des alten Stifts ein Schloss als Witwensitz erbaut hatten, verlegten nach dem Dreißigjährigen Krieg ihre Residenz in den bedeutenderen Nachbarort Öhringen. Ohne die Residenzfunktion, Beamte und gräfliche Diener versank Neuenstein fast vollständig in der Bedeutungslosigkeit. Das Schloss wurde zunächst als Waisenhaus, Arbeitshaus, Zuchthaus und Spital genutzt.
Erst als Fürst Christian Kraft zu Hohenlohe-Oehringen, der in Oberschlesien und Berlin lebte, das heruntergekommene Schloss erwarb und es zu einem zentralen Museum für die Geschichte von Haus und Land umbauen wollte, erwachte das alte Gemäuer zu neuem Leben. Der Selfmade-Architekt Bodo Ebhardt, der für den Wiederaufbau der Hochkönigsburg in den Vogesen im Auftrag von Kaiser Wilhelm II. verantwortlich war, begann 1907 mit der Restaurierung des Schlosses. Unter seiner Leitung wurde das Schloss weitgehend zu einem unvollendeten Neubau, wobei er markante Renaissancegiebel und eine Erhöhung um ein Geschoss hinzufügte. Heute präsentiert sich das Schloss als prächtige Residenz, die wieder von einer fürstlichen Familie bewohnt wird.

## Wappen

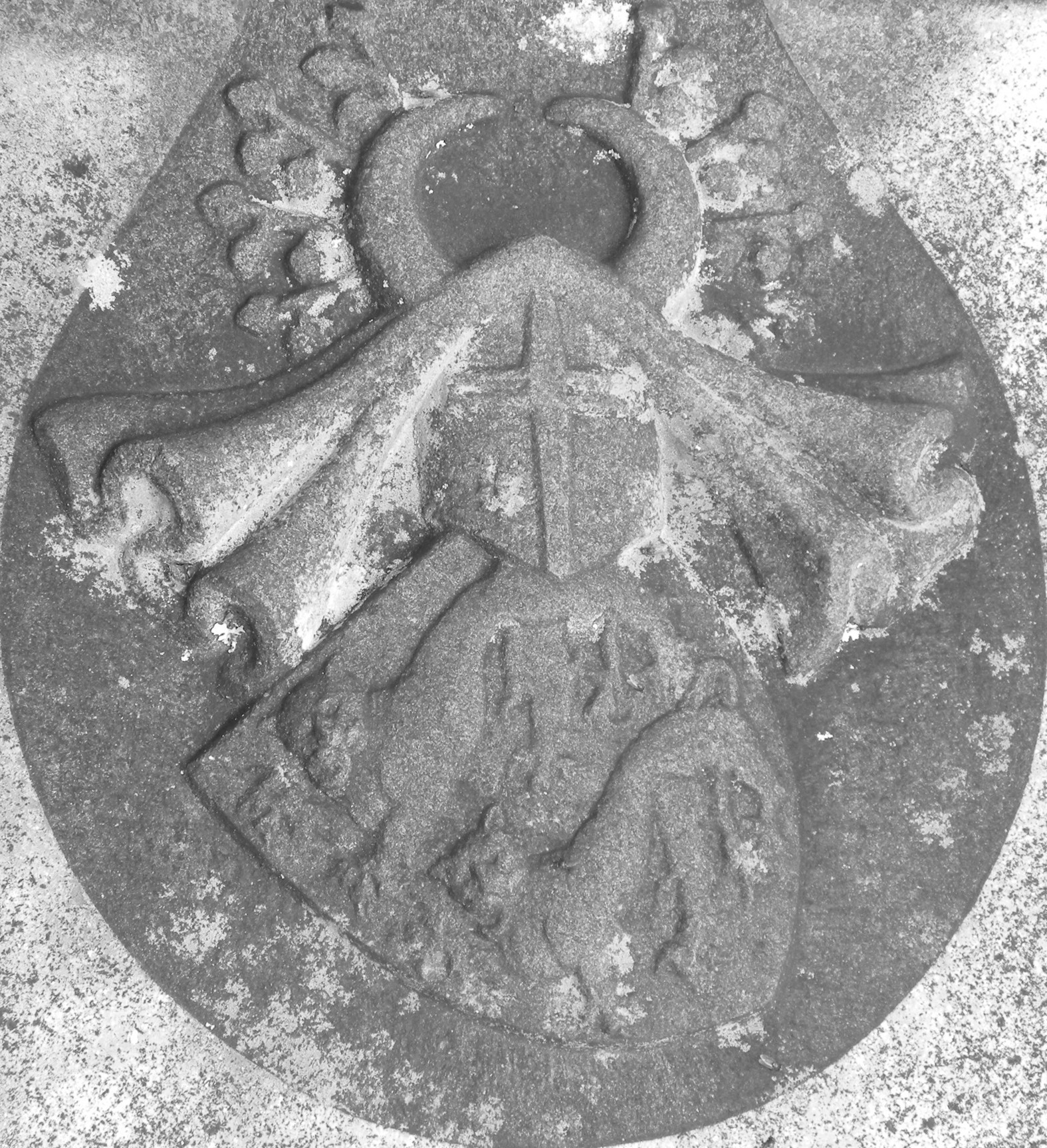
Darstellung des Stammwappens mit der ursprünglichen Helmzier

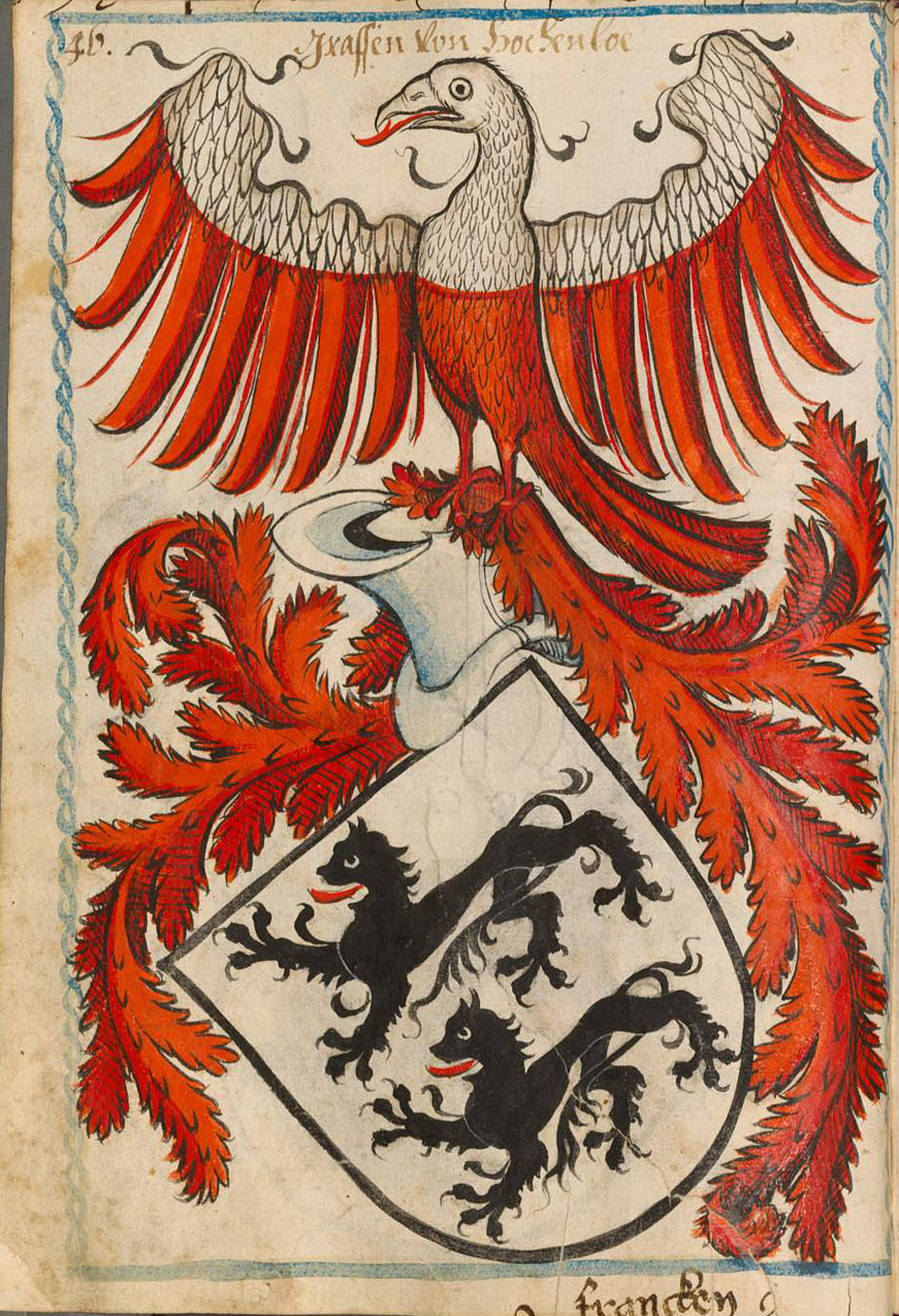
Wappen nach dem Scheiblerschen Wappenbuch

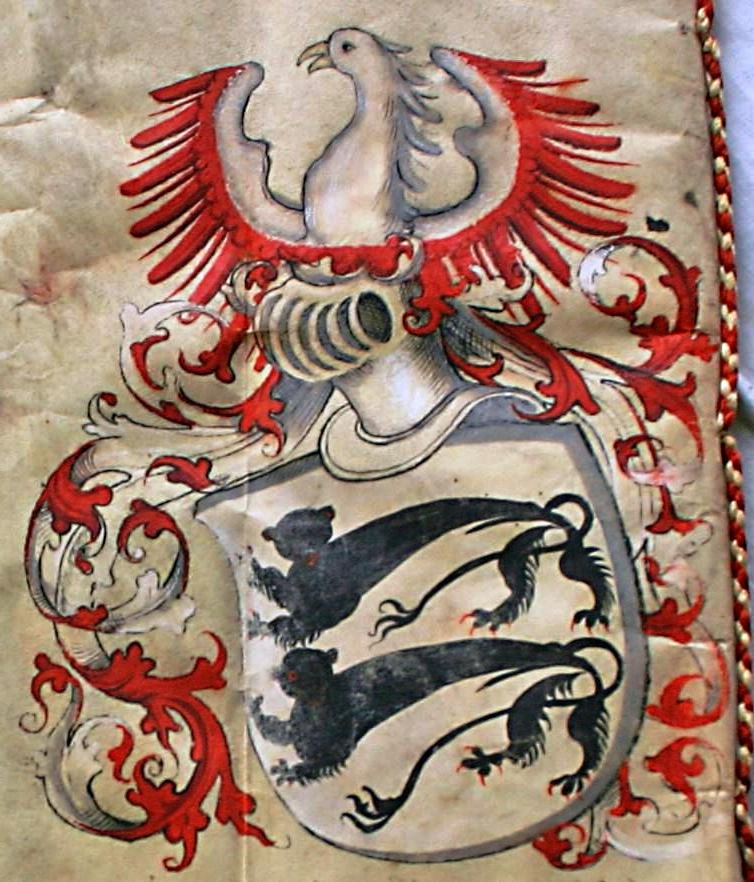
Wappen nach der Erbeinigungsurkunde 1511

Ein quadrierter Schild mit rotem Herzschild, blauer eingepfropfter Spitze und rotem Schildfuß. Der Herzschild ist mit einem roten Fürstenhut bedeckt und hat einen silbernen Schildfuß. Im ersten goldenen Feld des Hauptschildes ein doppelköpfiger schwarzer Adler; im zweiten blauen drei silberne Lilien, gestellt zwei zu eins; im dritten silbernen die zwei schwarzen Leoparden, und im vierten schwarzen oben der Löwe und unten die goldenen Rauten. In der gepfropften blauen Spitze ein silberner goldgekrönter Löwe mit zwei silbernen und einer blauen Straußenfeder besteckt, wegen Gleichen. Der Schild ist von fünf Helmen besetzt. Auf dem mittelsten goldenen mit rechts rot-silberner Decke, links schwarz-goldener, mit auf einem roten Kissen mit goldenen Quasten ein blauer Fürstenhut mit drei goldenen Bügeln und besteckt mit drei roten Straußenfedern, belegt mit einer silbernen Lilie. Dem Helm zur Rechten mit rot-silberner Decke ein wachsender silberner Adler mit roten Schwungfedern und goldenem Schnabel; der zur Linken, ein Stechhelm mit schwarz-goldener Decke, ist mit zwei silbernen spitzen Hörnern versehen, deren jedes mit vier goldenen Lindenstängeln besteckt ist. Auf dem vierten gekrönten Helm zur Rechten mit rot-silberner Decke zwei oben rote unten silberne Büffelhörner, jedes im Mundloch mit einer rot-silbernen Fahne besteckt, und der fünfte gekrönte zur Linken mit schwarz-goldener Decke zeigt zwischen zwei schwarzen Büffelhörnern den goldenen Löwen wachsend. Schildhalter: zur Rechten ein goldener doppeltgeschwänzter Löwe mit dem blauen Fürstenhut auf dem Haupt, in seinen Pranken die silberne Fahne mit den drei goldenen Flammen haltend, und zur Linken ein schwarzer goldgekrönter Leopard, eine schwarze Sturmfahne mit zwei schreitenden goldgekrönten Löwen haltend. Beide Schildhalter stehen auf einem roten gerießerten Bande mit weißem Saum und dem goldenen Motto: „ex flammis orior“. Der ganze Schild wird von einem roten Fürstenmantel mit Fürstenhut umgeben.

## Namen seit 1919
Seit 1919 beginnen die bürgerlichen Namen der Linien des Hauses Hohenlohe-Oehringen in Deutschland mit Prinz zu Hohenlohe-Oehringen oder Prinzessin zu Hohenlohe-Oehringen. Der jeweilige Chef der Linien verwenden jedoch traditionell in der Öffentlichkeit den Titel Fürst zu Hohenlohe-Oehringen. Diese traditionelle Bezeichnung mit dem sogenannten Erstgeburtstitel kann als Pseudonym betrachtet werden. Es ist üblich, den Namen mit Erstgeburtstitel als Höflichkeitsform in nichtamtlichen Zusammenhängen sowohl in der Literatur als auch in der Gesellschaft zu verwenden. Gemäß einem Urteil des Bundesverwaltungsgerichts vom 11. März 1966 sollte diese Praxis, die auf nicht mehr existierenden und vererbbaren Primogenituradel zurückgeht, eigentlich amtlich irrelevant sein. In einigen Fällen, insbesondere auch im Fall des Hauses Hohenlohe, wurde der Namensbestandteil "Fürst" jedoch aufgrund des Wohlwollens der örtlichen Behörde auch im Melderegister aufgenommen.

## Mitglieder des Hauses
- August zu Hohenlohe-Oehringen (1784–1853), deutscher Standesherr
- Christian Kraft zu Hohenlohe-Oehringen (1848–1926), Standesherr, Unternehmer und Politiker
- Felix zu Hohenlohe-Oehringen (1818–1900), württembergischer Oberst
- Friedrich zu Hohenlohe-Oehringen (1812–1892), deutscher Standesherr
- Hugo zu Hohenlohe-Oehringen (1816–1897), deutscher General und Politiker
- Hugo Prinz zu Hohenlohe-Oehringen (1864–1928), deutscher Verwaltungsbeamter und Finanzinvestor
- Kraft-Alexander zu Hohenlohe-Oehringen (1925–2006), deutscher Schauspieler und Theaterintendant
- Mathilde zu Hohenlohe-Oehringen (1814–1888), Fürstin von Schwarzburg-Sondershausen
- Max zu Hohenlohe-Oehringen (1860–1922), deutscher Offizier